# توم فورمان (ممثل)
توم فورمان (بالإنجليزية: Tom Forman)‏ مواليد 22 فبراير 1893 في مقاطعة متشل، الولايات المتحدة - الوفاة 7 نوفمبر 1926 في فينسيا، الولايات المتحدة، هو ممثل ومخرج ومنتج أمريكي بدأ مسيرته الفنية سنة 1913. من أعماله سلالة الصحراء.

## روابط خارجية
- توم فورمان على موقع IMDb (الإنجليزية)
- توم فورمان على موقع ألو سيني (الفرنسية)
- توم فورمان على موقع أول موفي (الإنجليزية)
- توم فورمان على موقع قاعدة بيانات الأفلام السويدية (السويدية)
- توم فورمان على موقع قاعدة بيانات الفيلم (الإنجليزية)
- توم فورمان على موقع كينوبويسك (الروسية)